# Св. св. Петър и Павел (Конско)
Вижте пояснителната страница за други значения на Свети апостоли Петър и Павел.
„Св. св. Петър и Павел“ (на македонска литературна норма: „Св. св. Петар и Павле“) е скална православна църква в преспанското село Конско, Северна Македония. Днес църквата е част от Преспанско-Пелагонийската епархия. Намира се в пазвите на Пречна планина, на около 1,5 km южно от Конско. Представлява естествен пещерен отвор, който се намира на около 20 m над повърхността на Преспанското езеро и е с труден достъп. Състои се от две части - предна камера или място за молитва и вътрешен дял или монашеските жилища. Запазени са изображенията на Иисус Христос, Петър и Павел и на непознати мъченици. Името на зографа е неизвестно. Църквата е датирана от XIV век. Предполага се, че зографът е повлиян от стила в „Света Богородица Заум“ и „Свети Георги на хълма“.